# Mycocalia
Mycocalia es un género de hongos en la familia Nidulariaceae. Sus cuerpos fructíferos se asemejan a pequeños nidos de ave con huevos. Por lo general las especies crecen sobre tallos herbáceos y otros residuos de plantas. Este género fue circunscrito en 1961 por el micólogo J.T. Palmer con Mycocalia denudata como especie tipo.

## Descripción
Las especies de este género tienen pequeños cuerpos fructíferos en forma de barrilito, generalmente de 0.5–2 mm de diámetro, que crecen en pequeños grupos. El peridio consiste en un tejido hifa entrelazado. Los peridiolos, de los cuales puede haber uno o varios, tienen forma de disco, de color amarillo a rojo marrón, y se asientan sobre una matriz gelatinosa cuando son jóvenes y frescos. Las esporas son de forma elíptica, lisa, hialinas y miden  5 a 9.5 por 3.5 a 7 µm.